# Indonesia en los Juegos Olímpicos de Londres 2012
Indonesia estuvo representada en los Juegos Olímpicos de Londres 2012 por un total de 22 deportistas, 13 hombres y 9 mujeres, que compitieron en 8 deportes.
El portador de la bandera en la ceremonia de apertura fue el nadador I Gede Sudartawa.

## Medallistas
El equipo olímpico indonesio obtuvo las siguientes medallas:
| Nombre          | Deporte      | Competición |
| --------------- | ------------ | ----------- |
| Oro             |              |             |
| —               |              |             |
| Plata           |              |             |
| Citra Febrianti | Halterofilia | 53 kg F     |
| Triyatno        | Halterofilia | 69 kg M     |
| Bronce          |              |             |
| Eko Yuli Irawan | Halterofilia | 62 kg M     |